# Škoda 17Tr

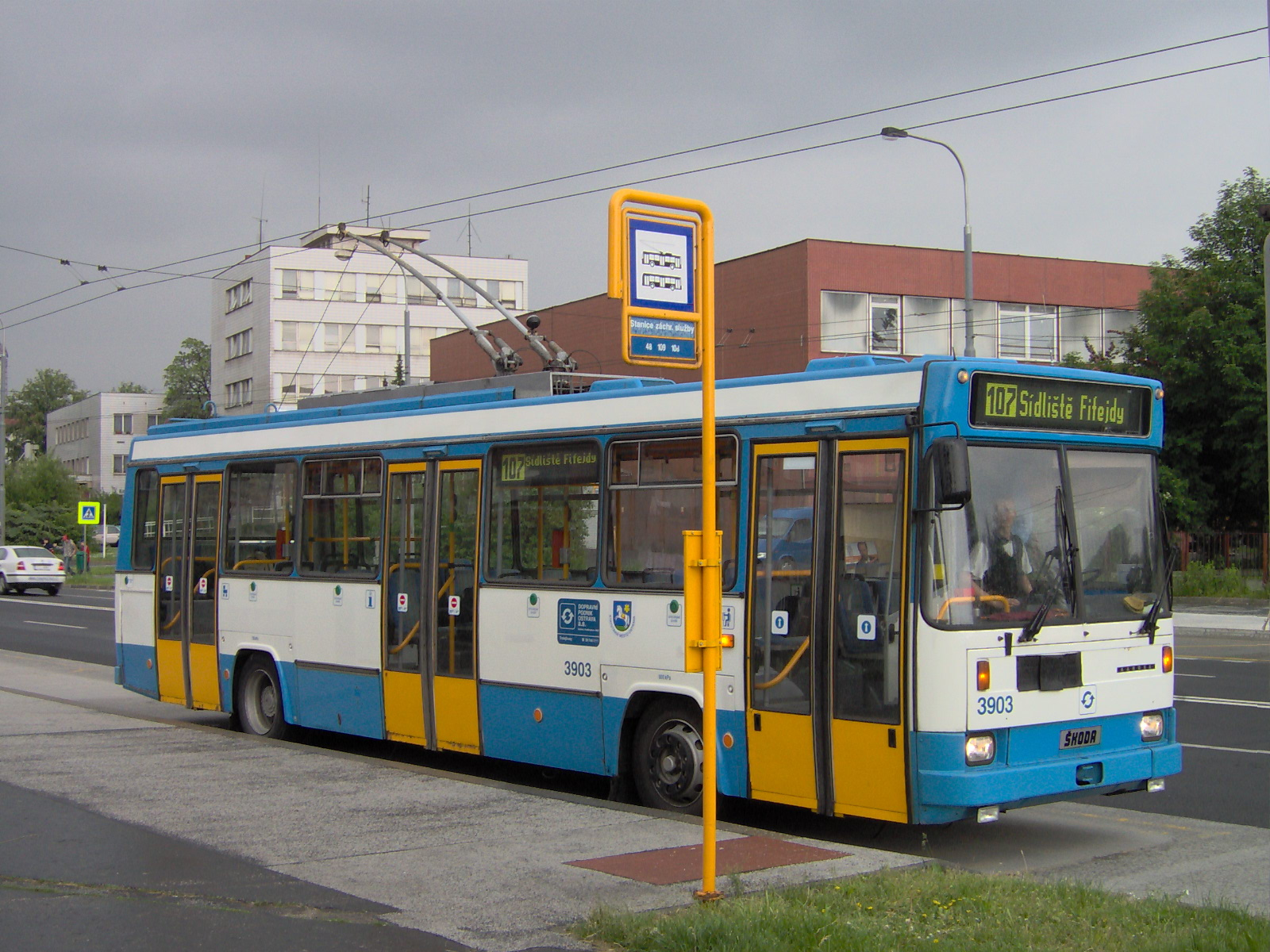
Ostrawski trolejbus Škoda 17Tr

Škoda 17Tr – typ czechosłowackiego trolejbusu. Model ten (razem z autobusem Karosa B 831) powstał w wyniku prac nad unifikacją pojazdów komunikacji miejskiej, przy współpracy firm Škoda i Karosa w połowie lat 80. XX wieku.

## Konstrukcja
W 1983 roku władze ČSSR zatwierdziły projekt unifikacji pojazdów komunikacji miejskiej (był to drugi taki projekt, po nieudanej próbie dotyczącej Škoda T 11/Karosa ŠM 11 z lat 60.). Celem tego planu (w który były zaangażowane Škoda Ostrov i Karosa Vysoké Mýto), była budowa pojazdu służącego jako autobus i trolejbus. Głównym założeniem było wykorzystanie jak największej liczby wspólnych części. Rozpoczęto prace z trolejbusem 14Tr i autobusem B 731, w efekcie których powstał trolejbus 17Tr i autobus B 831. Projekt jednak nie zakończył się sukcesem. Po aksamitnej rewolucji został zarzucony, wyprodukowano jedynie 3 pojazdy 17Tr i 3 autobusy B 831. Według pierwotnych założeń, zakładano budowę przegubowych trolejbusów Škoda 18Tr i trójczłonowych Škoda 19Tr.
Pojazd 17Tr jest dwuosiowym trolejbusem z półsamonośną karoserią, zbudowaną z paneli. Z prawej strony znajdują się trzy dwuskrzydłowe, otwierane na zewnątrz drzwi. Karoseria została zaprojektowana przez firmę Karosa, która wykorzystała do jej budowy nowe technologie, np. tworzywa sztuczne. Położono również nacisk na obniżenie hałasu zarówno wewnątrz, jak i na zewnątrz pojazdu. Wewnątrz wykorzystano siedzenia nowej konstrukcji, umieszczone poprzecznie.

## Prototypy
Końcem 1987 roku zbudowano pierwszy pojazd 17Tr. Był to wzór i zarazem jedyny egzemplarz (spośród trzech) tego typu, którego budowa została ukończona. Po zbudowaniu był testowany u producenta. Następnie został na kilka lat odstawiony i w połowie lat 90. poddano go kolejnym testom (tym razem testowano nowy asynchroniczny napęd). Po ukończeniu testów został sprzedany do Ostrawy (przedsiębiorstwu Dopravní podnik Ostrava). Nietypowe wyposażenie elektryczne zostało zastąpione standardowym, pochodzącym z trolejbusu 14Tr, po czym pojazd został poddany gruntownemu remontowi i w roku 2000 włączono go do regularnej eksploatacji (z numerem bocznym 3903). W czerwcu 2007 został wycofany i przekazany do Muzeum Technicznego w Brnie.
Karoserię pierwszego prototypu wyprodukowano w 1989 roku. Trzy lata później sprzedano niedokończony pojazd do Ostrawy, gdzie po ukończeniu budowy i uzupełnieniu wyposażenia elektrycznego (z trolejbusu 14Tr), został włączony do eksploatacji w 1996 roku. Otrzymał numer boczny 3901 i był użytkowany przez 10 lat. W 2006 roku został wycofany, sprzedany firmie Škoda Electric, która z kolei przekazała go do Muzeum Škody. Po likwidacji tego muzeum w 2008 roku, oddano go w depozyt klubowi ŠKODA-BUS Plzeň, który wystawił go jako eksponat w muzeum komunikacji w Strašicach.
Drugi (również niedokończony) prototyp trolejbusu 17Tr wyprodukowano w 1990 roku. Karoserię w 1992 roku kupiła firma ČKD Trakce. Firma ta dokończyła budowę pojazdu, instalując w nim wyposażenie elektryczne własnej konstrukcji. Trolejbus, który otrzymał oznaczenie Tr831.03 (nieoficjalnie Tatra T 404), był testowany (bez pasażerów) w Brnie i Hradcu Králové. Po ukończeniu testów, został przekazany do Ostrawy, gdzie po zainstalowaniu standardowego wyposażenia elektrycznego z trolejbusu 14Tr, włączono go do ruchu liniowego z numerem bocznym 3902. Eksploatowano go do 2006 roku, kiedy to został włączony do zbiorów pojazdów zabytkowych przedsiębiorstwa komunikacji miejskiej (Dopravní podnik Ostrava).

## Dostawy
W latach 1987–1990 wyprodukowano trzy trolejbusy 17Tr.
| Państwo        | Miasto         | Lata dostaw    | Liczba | Numery taborowe |       |
| -------------- | -------------- | -------------- | ------ | --------------- | ----- |
| Czechy         | Ostrawa        | 1993–1999      | 3      | 3901–3903       | [ 1 ] |
| Łączna liczba: | Łączna liczba: | Łączna liczba: | 3      |                 |       |

Ostatni trolejbus 17Tr został wycofany z regularnej eksploatacji w czerwcu 2007.

## Pojazdy zabytkowe
- Brno (w Muzeum Techniki w Brnie (Technické muzeum v Brně) - ostrawski trolejbus o numerze bocznym 3903)
- Ostrawa (numer boczny 3902)
- Pilzno (ostrawski trolejbus o numerze bocznym 3901, własność Škody Electric, obecnie w muzeum komunikacji w Strašicach)